# داريوس أدامشيك (مؤرخ العصر الحديث)
داريوس أدامشيك (بالبولندية: Dariusz Adamczyk)‏ هو مؤرخ العصر الحديث ‏ بولندي، ولد في 1966.